# دوره هفتم مجلس شورای اسلامی
انتخابات هفتمین دوره مجلس شورای اسلامی، ۱ اسفند ۱۳۸۲ خورشیدی، برگزار گردید و در تاریخ ۷ خرداد ۱۳۸۳، اولین جلسه مجلس هفتم برگزار شد.
رئیس مجلس هفتم، غلامعلی حداد عادل و نائب رئیسان آن، محمدرضا باهنر و محمدحسن ابوترابی فرد بودند.
اعضای هیئت رئیسه مجلس نیز (در سال اول) عبارت بودند از:
(سید احمد موسوی، حمیدرضا حاجی‌بابایی، علیرضا زاکانی، حسین سبحانی نیا، موسی قربانی و جهانبخش محبی نیا، به عنوان منشی، احمد ناطق نوری، حسن نوعی اقدام و محسن کوهکن به عنوان کارپرداز)
همچنین، در دوره مجلس هفتم، احمد توکلی رئیس مرکز پژوهش‌های مجلس و محمدرضا رحیمی، رئیس دیوان محاسبات کشور بوده‌است.
مجلس هفتم، مصادف با سالهای پایانی دولت سید محمد خاتمی بود.

## رای به حقوقدانان
مجلس هفتم، اندکی پس از آغاز به کار، به حقوقدانان معرفی شده توسط رئیس قوه قضائیه، برای عضویت در شورای نگهبان (محمد رضا علیزاده، غلامحسین الهام و عباس کعبی رای مثبت داد. این در حالی بود که نمایندگان مجلس ششم از رای مثبت به معرفی شدگان خودداری کرده بودند.
قابل ذکر است این مجلس در زمانی تشکیل شد که بعد از وقایع مجلس ششم، شورای نگهبان حدوداً تمامی اصلاح طلبان را در این دور رد صلاحیت کرد و در نتیجه تحریم انتخابات مجلس هفتم شورای اسلامی توسط میانه‌روها، از لحاظ جناحی و ساختاری مجلس هفتم در تضاد کامل با مجلس دور قبل قرار گرفت.

## مصوبات اقتصادی چالش‌برانگیز
- طرح تثبیت قیمت‌ها: یکی از مصوبات جنجالی مجلس هفتم طرح تثبیت قیمت‌ها بود که بر اساس آن دولت خاتمی را از افزایش تدریجی قیمت برخی اقلام یارانه دار، همچون سوخت و کالاهای عمومی منع می‌کرد. حدادعادل این طرح را هدیه مجلس هفتم به مردم نامید.[۳][۴]

به گفته منتقدین، این طرح، نه تنها که باعث کاهش تورم نشده‌است، بلکه نرخ تورم را از ۱۵٪ درصد به ۲۴٪ رسانده، شرکت‌های دولتی را زیانده کرده و برنامه چهارم توسعه را نیز مخدوش ساخت.
به گفته برخی کارشناسان، این مصوبه، منجر به تورم انفجاری پس از سهمیه‌ای کردن بنزین و دورتر شدن از اهداف اصلی برنامه چهارم توسعه (هدفمند کردن یارانه‌ها) گردید.
وضعیت صندوق ذخیره ارزی، بیکاری مفرط، عدم تخصیص صحیح اعتبارات به بخش‌های مختلف اقتصادی، تورم شتابان، همه و همه از یکسو و مخاطرات سیاسی (حمله نظامی آمریکا و همپیمانانش، تهدیدات نظامی امارات متحده عربی، جمهوری آذربایجان و …) از سوی دیگر، تصویری دهشت‌آور از تفکر اقتصادی حاکم بر مجلس شورای اسلامی (دوره هفتم) را نمایان می‌سازد.
- سهمیه بندی بنزین: پس از روی کار آمدن دولت محمود احمدی‌نژاد، مجلس هفتم با زیر پا گذاردن مصوبه قبلی خود در طرح تثبیت قیمت‌ها، طرح سهمیه بندی بنزین را تصویب کرد.[۹]